# Sing Me a Song
Sing Me a Song ist ein Dokumentarfilm aus dem Jahr 2019. Der Film von Regisseur Thomas Balmès begleitet den jungen Mönch Peyangki, der in einem Kloster in Bhutan lebt. Über die in dem Land erst kürzlich zugelassenen Sozialen Medien lernt Peyangki eine Sängerin kennen, in die er sich sofort verliebt. Balmès hatte Peyangkis Leben bereits 2013 im Film Happiness thematisiert.

## Handlung
Der 16-jährige Peyangki lebt seit früher Kindheit als Mönch im Kloster in den Bergen Bhutans. Nach jahrhundertelanger Abgeschnittenheit vom Rest der Welt haben Internet und Smartphones nun auch die Höhenlagen Bhutans erreicht. Peyangkis Smartphone wurde seine Verbindung zur Welt, darin sah er die ganze Welt – und verliebte sich. Er hat Nguen auf WeChat kennen gelernt, dem chinesischen Facebook. Seit Monaten nun tauschen die beiden Tag und Nacht Nachrichten aus, Peyangki singt für sie, sie verrät ihm ihre Wünsche und Hoffnungen für die Zukunft. Es ist diese erste, totale Liebe, die alles verändert und das Leben eines Teenagers auf den Kopf stellt. Er hat vergessen, dass er den Sommer nutzen wollte, um Geld zu verdienen, vergessen, dass er aus dem Kloster zu seiner Familie zurückkehren wollte. Nun will er in die Stadt und Nguen treffen, denn bisher kennt er sie nur virtuell.

## Produktion
Schon für den Film Happiness drehte Regisseur Thomas Balmès in Bhutan. Nach dem Abschluss der Dreharbeiten im Jahr 2011 blieb Balmès in Kontakt mit den Menschen, die er bei der Produktion kennengelernt hatte. Im März 2017 entschied sich der Regisseur nach Bhutan zurückzukehren um einen weiteren Film zu drehen, er besuchte erneut das Kloster, das schon für Happiness als Drehort diente. Balmès begann sofort selbst Filmaufnahmen zu drehen, während er bekannte und unbekannte Orte auskundschaftete und Pläne für eine Rückkehr in sechs Wochen mit einer Crew für zwei bis drei Wochen Dreharbeiten in der atemberaubenden Berggipfelregion ausarbeitete. Anfangs konzentrierte sich der Regisseur auf die intensive Zeit der Kultivierung eines seltenen Pilzes, der nur in bestimmten Gegebenheiten und Höhen wächst.
Balmès interessierte jedoch auch ein anderes Thema, nämlich die omnipräsente Nutzung von Smartphones in Bhutan, die bei seinem letzten Besuch noch nicht vorhanden war. Um zu verstehen, wie allgegenwärtig die Handys im Kloster waren, suchte Balmès Rat bei höheren Mönchen. Sie erklärten ihm, dass es verboten sei, Mobiltelefone zu benutzen, wenn ein Schulleiter anwesend ist. Gleichzeitig zu beten und ein Telefon zu benutzen, ist ebenfalls nicht erlaubt. Außerdem erfuhr Balmès, dass es in Bhutan strikte Regeln gibt, auf welchen Geräten fotografiert und auf welchen nicht fotografiert werden darf und dass es verboten ist, Kameras näher als 200 m an Klöstern aufzustellen. Damit war Layas Hauptkloster – zu sehen am Anfang des Films – in seiner steinernen Festung für Dreharbeiten gesperrt, deshalb entschied Balmès, dass die Crew in einem kleineren hölzernem Kloster drehte. Mönche aus dem größeren Kloster hielten sich dort vorübergehend während eines notwendigen Umbaus auf und Dreharbeiten durften vor Ort stattfinden.
Ein weiteres Schlafsaal-ähnliches Set-Up wurde für die zehn- bis fünfzehnköpfige Crew des Filmteams in einer privaten Residenz direkt unterhalb des zugänglichen Klosters durchgeführt, wobei die Mitglieder des Teams abwechselnd auf dem Boden schliefen. Lebensmittel mussten hereingebracht werden. Aufgrund der inzwischen etablierten Vernetzung des Gebiets konnten Computer eingerichtet werden, um – je nach Eingabe der Übersetzer – das Filmmaterial eines jeden Tages zu übertragen und zu untertiteln. Die Produktion sollte schließlich 100 Drehtage umfassen. Seine Weltpremiere feierte Sing Me a Song am 7. September 2019 auf dem Toronto International Film Festival. In Deutschland wurde der Kinostart des Dokumentarfilms auf den 9. Dezember 2021 gelegt.

## Kritik
In seiner Kritik für Programmkino.de lobt Peter Gutting „eindringliche Bildkompositionen“, welche die „zarte Sehnsuchtsgeschichte“ des Films ohne viel Dialog, Off-Kommentar, Interviews oder sonstigen Bewertungen erzählen. In „Gelassenheit und Minimalismus“ verhandle der Film den „tiefgreifendsten, weltumspannendsten Tumult unserer Zeit“. Auf Rotten Tomatoes bewerteten 89 % der Kritiker Sing Me a Song positiv, bei einem Durchschnittswert von 7,1. Auf Metacritic erhielt der Film eine Wertung von 63.

## Auszeichnungen
Nach seiner Premiere in Toronto wurde er 2020 auf mehreren Dokumentarfilm-Festivals gezeigt, unter anderem beim Thessaloniki Documentary Festival und beim One Wold International Human Rights Documentary Film Festival. Auf letzterem wurde Thomas Balmès mit dem Grand Jury Prize für die beste Regie ausgezeichnet.